# اقتران حيوي
الاقتران الحيوي (بالإنجليزية: Bioconjugation)‏ أو الربط الحيوي أو الإرفاق الحيوي هو استراتيجية كيميائية لتكوين رابطة تساهمية مستقرة بين جزيئين، أحدهما على الأقل جزيء حيوي.

## نظرة عامة

### الوظيفة
سمحت التقدمات الحديثة في فهم الجزيئات الحيوية بتطبيقها في العديد من المجالات مثل الطب والمواد. يمكن أن تكون للجزيئات الحيوية المعدلة اصطناعيا وظائف متنوعة مثل: تتبع الأحداث الخلوية، الكشف عن وظائف الإنزيمات، تحديد التوزع الحيوي للبروتينات، تصوير واسمات حيوية محددة، وتوصيل الدواء إلى خلايا مستهدفة. الاقتران الحيوي استراتيجية مهمة جدا تقوم بربط هذه الجزيئات الحيوية المعدلة كيميائيا مع ركائز مختلفة. فضلا عن تطبيقاتها في البحث الطبي الحيوي، حاز الاقتران الحيوي مؤخرا على أهمية في التقنية النانوية مثل النقاط الكمومة المقرونة حيويا.

### أنواع الجزيئات المقرونة
أشهر أنواع الاقتران الحيوي هو مزاوجة جزيء صغير (مثل البيوتين أو صباغ متألق [الإنجليزية]) ببروتين. قرائن الجسم المضاد-عقار مثل: برنتوكسيماب فيدوتين وجيمتوزوماب أوزوغاميسين هي أمثلة تقع في هذه الفئة.
مقترنات البروتين-بروتين مثل مزاوجة جسم مضاد بإنزيم شائعة كذلك في الاقتران الحيوي.
تشمل المركبات الأخرى التي استخدامها في الاقتران الحيوي أقل شيوعا: سكريات قليلة التعدد، الأحماض النووية، البوليمرات الاصطناعية مثل: بولي إيثيلين جلايكول والأنابيب النانوية الكربونية.